# My Way (песня Limp Bizkit)
«My Way» (рус. Мой путь) — песня рок-группы Limp Bizkit, выпущенная в качестве четвёртого сингла из третьего студийного альбома Chocolate Starfish and the Hot Dog Flavored Water. Сингл вышел 6 января 2001 года.
Является главной темой Рестлмания Х-Семь.

## Видеоклип
Видео начинается с того, что Фред Дёрст и Уэс Борланд беседуют о сюжете видеоклипа, так как у обоих нет идей. Дёрст говорит, что следует проверить «гардероб» для какой-либо идеи. Далее показано, как группа играет в комнате. Время от времени появляются сцены, в которых группа играет в оркестре, катается на мотоциклах и находится в каменном веке. Также появляется сцена, в которой Фред Дёрст исполняет песню в тёмной комнате.
В клипе из слов песни было вырезано грубое выражение shit (рус. дерьмо).

## Список композиций
1. My Way
2. My Way (William Orbit Remix)
3. My Way (DJ Premier Remix)
4. My Way (клип)

## Позиции в чартах
| Чарт (2001)                                | Позиция |
| ------------------------------------------ | ------- |
| Австралия (ARIA)                           | 57      |
| Австрия (Ö3 Austria Top 40)                | 51      |
| Бельгия/Фландрия (Ultratip Bubbling Under) | 6       |
| Бельгия/Валлония (Ultratip Bubbling Under) | 18      |
| Дания (Tracklisten)                        | 17      |
| Финляндия (Suomen virallinen lista)        | 20      |
| Франция (SNEP)                             | 17      |
| Германия (GfK)                             | 38      |
| Ireland (IRMA)                             | 10      |
| Italy (FIMI)                               | 42      |
| Нидерланды (Single Top 100)                | 56      |
| Новая Зеландия (Recorded Music NZ)         | 41      |
| Норвегия (VG-lista)                        | 12      |
| Poland (ZPAV)                              | 15      |
| Spain (PROMUSICAE)                         | 16      |
| Швеция (Sverigetopplistan)                 | 30      |
| Швейцария (Schweizer Hitparade)            | 99      |
| UK Singles (The Official Charts Company)   | 6       |
| U.S. Billboard Hot Modern Rock Tracks      | 3       |
| U.S. Billboard Hot 100                     | 75      |
| U.S. Billboard Hot Mainstream Rock Tracks  | 4       |
| U.S. Billboard Top 40 Mainstream           | 40      |